# Гадюка Сеоане
Гадюка Сеоане (Vipera seoanei) — вид змій родини гадюкових (Viperidae).
Один із 21(25) видів роду
. Поширена у Франції, Португалії ті Іспанії. Мешканець середземноморських гірських і прилеглих рівнинних ландшафтів. Раритетний вид плазунів, занесений до Червоного списку МСОП та інших природоохоронних документів. Описано 2 підвиди. Отруйна змія.

## Етимологія
Гадюка названа на честь іспанського лікаря і натураліста XIX століття Віктора Лопеса Сеоане.
Назва на інших мовах: Seoane's Viper, Portugese Viper   (англ.; дослівно: «гадюка Сеоане», «португальська гадюка»); Nordiberische Kreuzotter (нім.; дослівно «північноіберійська гадюка»); Vipère de Séoane (франц.; дослівно «гадюка Сеоане»); Vibora de Seoane (ісп.; дослівно «гадюка Сеоане»); Vibora De Seoane (порт.; дослівно «гадюка Сеоане»).

## Опис
Змія середнього розміру, завдовжки до 75 см (звичайно до 50 см). Вона схожа на гадюку звичайну, відрізняється лише піднятим (задертим) догори носом та тим, що в центральній частині її голови щитки фрагментарні. Забарвлення в гадюки Сеоане дуже мінливе: верх переважно бежевого кольору, але може бути від світло-коричневого до сірого з контрастним зигзагоподібним коричневим малюнком. В окремих особин останній перетворений у майже пряму поздовжню смугу, облямовану чорними лініями по боках. Інші морфи мають дві світліші спинно-бокові лінії, або вузьку, бліду, облямовану темним, хребетну смужку, або зовсім позбавлені малюнка і забарвлені в однотонний червоний, коричневий або майже чорний (меланісти) кольори.

## Поширення

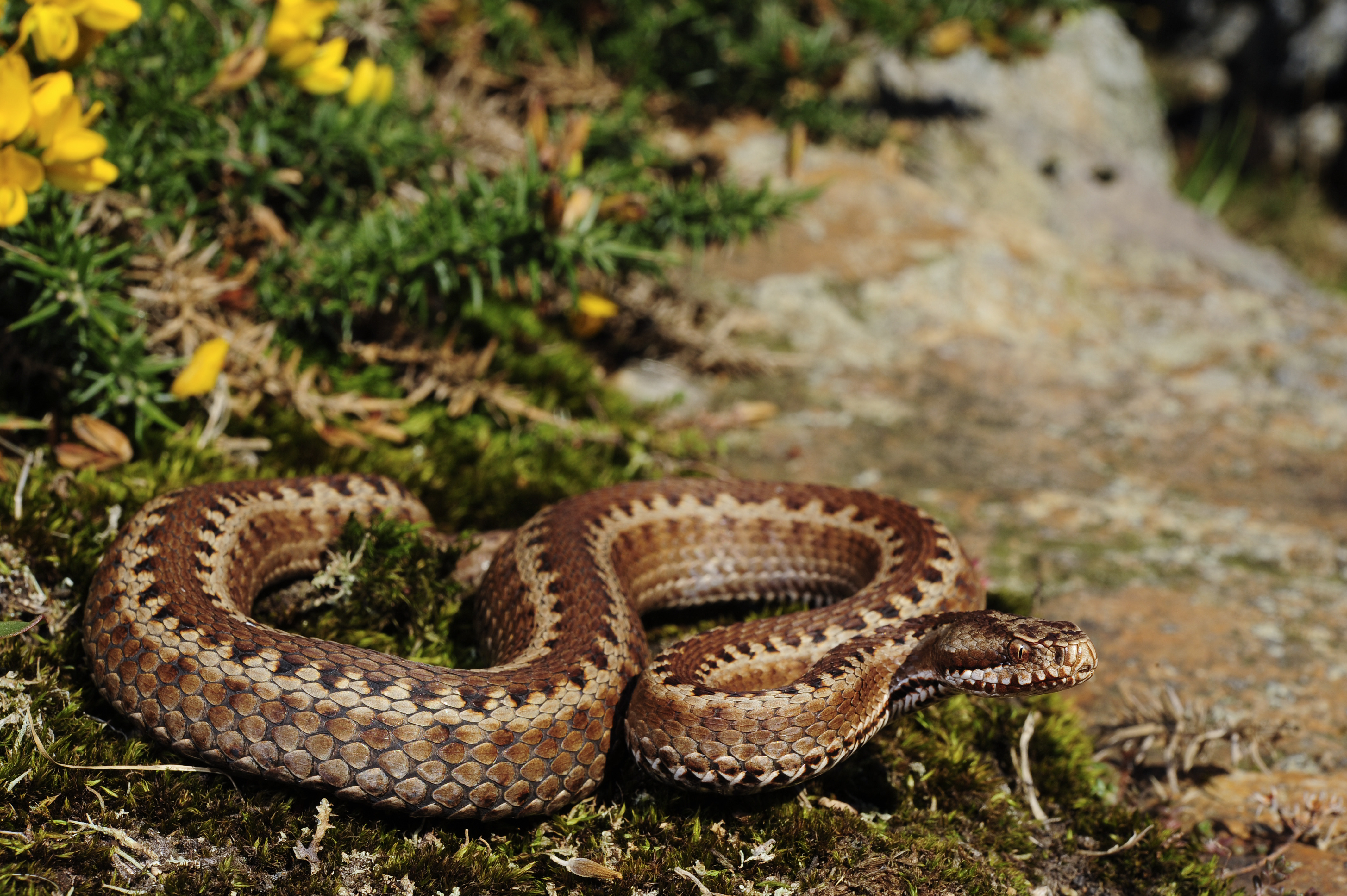
Гадюка Сеоане. Піренеї

Ареал виду обмежується вологою Північною Іспанією, Північною Португалією та невеликою територією на крайньому південному заході Франції.

## Місця проживання
Мезофільний і вид, поширений у районах з атлантичним кліматом, що характеризується м'якою зимою та коротким дощовим літом. Населяє більш-менш вологі біотопи, переважно світлі вологі дубові ліси та їх узлісся з рясним підліском, ділянки із чагарниковою та лучною рослинністю, (включаючи ожинові пасовища та сухостій, а також вереси з папоротником і мітлицею), кам'янисті та скелясті схили гір, добре вкриті чагарниками та іншою наскельною рослинністю, а також занедбані сади та живоплоти. У гори піднімається до висоти 1900 м над рівнем моря.
Щільність популяції гадюки може бути досить високою, особливо в окремих районах Іспанії. Це одна з найпоширеніших змій у Кантабрійських горах, локалізована, але помірно поширена в Португалії та рідкісна на периферії свого ареалу.

## Особливості біології
Період активності триває з березня по жовтень, у горах — з квітня—травня по вересень. Зимова активність рідкісна. Протягом сезону активності веде денний спосіб життя і переходить на нічний спосіб життя в найспекотніші місяці.
Гадюка Сеоане належить до живородних плазунів. Парування відбувається навесні, з кінця березня до початку травня. Статева активність і парування спостерігалися також восени. Самки мають дворічний репродуктивний цикл і народжують 3—10 живих дитинчат між серпнем і жовтнем. Статевої зрілості гадюки досягають у віці від 4 до 5 років. Максимальна тривалість життя становить 13 років.
Живиться переважно дрібними ссавцями, яких ловить із засідки, але також може активно переслідувати їх в норах. 

## Охорона
Раритетний вид плазунів, занесений до Червоного списку МСОП (охоронна категорія: вид, близький до стану загрози зникнення), а також до Додатку ІІІ Бернської конвенції (охоронна категорія: вид потребує охорони). Крім того, вид вважається таким, що знаходиться під загрозою зникнення в Португалії та Іспанії, а також як вразливий у Франції.
Змія трапляється на кількох природно-заповідних територіях. Основною загрозою для виду є поступова деградація середовища існування та прогнозовані довгострокові наслідки зміни клімату. Можливо, що периферійні популяції (тобто з Португалії та Франції, а також Південної Галісії та Північної Наварри в Іспанії) можуть зменшитися в середньостроковій перспективі, тому рекомендується захист середовища існування.  Необхідно терміново провести дослідження, щоб з'ясувати тенденції щодо зміни стану популяцій, Актуальною  залишається також просвітницька робота задля зменшення переслідування змій людиною.

## Практичне значення
Отрута гадюки Сеоане дуже сильна, але летальних випадків серед людей не зареєстровано, бо змія кусає неохоче та мешкає переважно далеко від людських поселень. Вважається, що отрута особин з підвиду Vipera seoanei cantabrica удвічі токсичніша, ніж у Vipera seoanei seoanei.

## Систематика
Один із 21(25) видів роду гадюк (Vipera).
Станом на 2024 рік описано 2 підвиди:
- Vipera seoanei seoanei (Північна Португалія, Північна Іспанія, Південно-Західна Франція);
- Vipera seoanei cantabrica (Північно-Західна Іспанія)